# Eli Wallace
Eli Wallace è un personaggio immaginario della serie televisiva Stargate Universe.
Wallace è considerato un fannullone completo, ma al tempo stesso un genio assoluto. Wallace ha fatto la sua prima apparizione nell'episodio pilota, "La porta chiusa", in onda in Italia il 12 gennaio 2010.
È interpretato dall'attore statunitense David Blue.

## Storia
Prima di essere reclutato dal Comando Stargate, Wallace era uno studente del Massachusetts Institute of Technology (MIT), anche se mai si è laureato. Il suo ultimo lavoro era in un fast food. Wallace ha vissuto con la madre Maryann che ha contratto l'HIV da una puntura con l'ago e per questo motivo il padre li ha abbandonati quando avevano 14 anni.
Wallace risolve un problema di matematica nel gioco Prometeo. Il problema che risolve Eli in realtà è una dimostrazione matematica degli antichi che è stato procurato dal database Antico. Per questa realizzazione, è stato visitato da Nicholas Rush e il generale Jack O'Neill, che sono responsabili per l'incorporamento del problema nel gioco. Gli offrono la possibilità di vedere i frutti del suo lavoro), poi lo teletrasportano a bordo della George Hammond, dopo la sua iniziale riluttanza a firmare l'accordo di non divulgazione. Rush convince Eli promettendo che l'Air Force fornirà alla madre le migliori cure mediche che hanno da offrire.
Eli è trasportato alla base Icarus per aiutare Rush risolvere il mistero dietro il nono chevron dello Stargate. Anche se la sua formula è inizialmente senza successo, Eli è la chiave per scoprire il problema con la selezione del nono chevron durante un attacco alla base, che consente di Rush a comporre l'indirizzo. Di conseguenza, il personale rimasto alla Icarus sono inviati sulla Destiny, un'astronave Antica a parecchi miliardi di anni luce dalla Terra.
Eli diventa uno dei confidenti del colonnello Young. Egli è l'unico civile con il quale il colonnello Young ha un rapporto di fiducia. Young ha incaricato Eli di spiare segretamente l'equipaggio con l'utilizzo della Khino, una missione che a Eli non piace.
Durante gli ultimi due episodi della prima stagione, Eli e Chloe Armstrong sono lasciati a terra su una parte inesplorata della nave, mentre la nave viene presa in consegna da parte dell'Alleanza Lucian.